# Bauhinia hiemalis
Bauhinia hiemalis är en ärtväxtart som beskrevs av Gustaf Oskar Andersson Malme. Bauhinia hiemalis ingår i släktet Bauhinia och familjen ärtväxter. Inga underarter finns listade i Catalogue of Life.